# 185448 Nomentum
185448 Nomentum este un asteroid din centura principală de asteroizi.

## Descriere
185448 Nomentum este un asteroid din centura principală de asteroizi. A fost descoperit pe 25 decembrie 2006 la Vallemare Borbona de Vincenzo Silvano Casulli. Asteroidul prezintă o orbită caracterizată de o semiaxă mare de 3,09 ua, o excentricitate de 0,07 și o înclinație de 11,6° în raport cu ecliptica.